# Helmer Langborg
Helmer Alexis Langborg, född 20 september 1870 i Dunkers församling, Södermanlands län, död 23 april 1919, var en svensk företagsledare och tävlingscyklist. Han var bror till Per och Gunnar Langborg.
Langborg grundade 1892 Helmer Langborgs idrottsmagasin på Birger Jarlsgatan i Stockholm, som sålde bland annat cyklar, skridskor, skidor, bollar, kastredskap och tillhörande beklädnad. Han var senare verksam som köpman i i främst motorbranschen. Han var även en framstående idrottare, främst på cykel. Han satte bland annat 1894 rekord på sträckan Haparanda–Ystad med en tid på 14 dygn och 15 timmar och 1896 tog han andra pris på sträckan Jönköping–Stockholm.